# بن كيلسو
بن كيلسو (بالإنجليزية: Ben Kelso)‏ مواليد 11 أبريل 1949 في فلينت، هو لاعب كرة سلة أمريكي سابق أصبح مدرباً تم اختياره من قبل فريق ديترويت بيستونز خلال الدرافت. يبلغ طوله 6 قدم 3 بوصة (1.9 م).

## روابط خارجية
- بن كيلسو على موقع إن بي أي (الإنجليزية)
- بن كيلسو على موقع سبورتس رفرنس (الإنجليزية)
- بن كيلسو على موقع كلية كرة السلة في سبورتس رفرنس.كوم (الإنجليزية)
- بن كيلسو على موقع ريلجم (الإنجليزية)
- بن كيلسو على موقع بروبوليرز (الإنجليزية)